# أنتوني إبراهام
أنتوني إبراهام (بالبولندية: Antoni Abraham)‏ هو كاتب بولندي، ولد في 19 ديسمبر 1869 في Zdrada, Pomeranian Voivodeship ‏ في بولندا، وتوفي في 23 يونيو 1923 في غدينيا في بولندا.